# Sphegipterosema
Sphegipterosema is een geslacht van vliesvleugeligen uit de familie Pteromalidae. De wetenschappelijke naam van dit geslacht is voor het eerst geldig gepubliceerd in 1913 door Girault.

## Soorten
Het geslacht Sphegipterosema is monotypisch en omvat slechts de volgende soort:
- Sphegipterosema ferale Girault, 1913